# Specklinia colombiana
Specklinia colombiana är en orkidéart som först beskrevs av Leslie Andrew Garay, och fick sitt nu gällande namn av Alec M. Pridgeon och Mark W. Chase. Specklinia colombiana ingår i släktet Specklinia och familjen orkidéer. Inga underarter finns listade i Catalogue of Life.